# Gave d’Azun
Der Gave d’Azun (im Oberlauf: Gave d’Arrens) ist ein Fluss in Frankreich, der im Département Hautes-Pyrénées in der Region Okzitanien verläuft. Er entspringt im Nationalpark Pyrenäen, im Gemeindegebiet von Arrens-Marsous, entwässert generell in nordöstlicher Richtung und mündet nach rund 29 Kilometern an der Gemeindegrenze von Argelès-Gazost und Lau-Balagnas als linker Nebenfluss in den Gave de Pau.

## Orte am Fluss
(Reihenfolge in Fließrichtung)
- Arrens-Marsous
- Aucun
- Bun
- Arras-en-Lavedan
- Lau-Balagnas
- Argelès-Gazost